# Acacia arrecta
Acacia arrecta é uma espécie de leguminosa do gênero Acacia, pertencente à família Fabaceae.